# ماثيو كيلي (كاتب)
ماثيو كيلي (بالإنجليزية: Matthew Kelly)‏ هو متحدث تحفيزي وكاتب ومؤلف أسترالي، ولد في 12 يوليو 1973 في سيدني في أستراليا.